# Nor-Am Cup 2009
La Nor-Am Cup 2009 fu la 32ª edizione della manifestazione organizzata dalla Federazione Internazionale Sci.
La stagione maschile iniziò il 2 dicembre 2008 a Loveland, negli Stati Uniti, e si concluse il 14 marzo 2009 a Lake Placid, ancora negli Stati Uniti; furono disputate 26 delle 30 gare in programma (2 discese libere, 6 supergiganti, 7 slalom giganti, 9 slalom speciali, 2 supercombinate), in 8 diverse località. Il canadese Louis-Pierre Hélie si aggiudicò sia la classifica generale, sia quella di combinata; lo statunitense Erik Fisher vinse la classifica di discesa libera, il canadese Stefan Guay quella di supergigante e il suo connazionale Brad Spence quelle di slalom gigante e di slalom speciale. Il canadese Julien Cousineau era il detentore uscente della Coppa generale.
La stagione femminile iniziò il 2 dicembre 2008 a Winter Park, negli Stati Uniti, e si concluse il 15 marzo 2009 a Lake Placid, ancora negli Stati Uniti; furono disputate 24 delle 28 gare in programma (2 discese libere, 6 supergiganti, 5 slalom giganti, 9 slalom speciali, 2 supercombinate), in 9 diverse località. La canadese Marie-Michèle Gagnon si aggiudicò sia la classifica generale, sia quella di slalom gigante; la statunitense Alice McKennis vinse le classifiche di discesa libera e di supergigante e le sue connazionali Sterling Grant e Julia Ford rispettivamente quelle di slalom speciale e di combinata. La canadese Larisa Yurkiw era la detentrice uscente della Coppa generale.

## Uomini

### Risultati
| Data             | Località         | Nazione     | Spec. | Primo                          | Secondo                   | Terzo              |
| ---------------- | ---------------- | ----------- | ----- | ------------------------------ | ------------------------- | ------------------ |
| 2 dicembre 2008  | Loveland         | Stati Uniti | SL    | Trevor White                   | Tim Jitloff               | Will Brandenburg   |
| 3 dicembre 2008  | Loveland         | Stati Uniti | SL    | Tim Kelley                     | Marc Gini                 | Julien Cousineau   |
| 4 dicembre 2008  | Winter Park      | Stati Uniti | SL    | Michael Janyk                  | Kilian Albrecht           | Brad Spence        |
| 5 dicembre 2008  | Winter Park      | Stati Uniti | SL    | Michael Janyk                  | Kilian Albrecht           | Patrick Biggs      |
| 10 dicembre 2008 | Lake Louise      | Canada      | DH    | Erik Fisher                    | Bryon Friedman            | Louis-Pierre Hélie |
| 11 dicembre 2008 | Lake Louise      | Canada      | DH    | Erik Fisher                    | Louis-Pierre Hélie        | Bryon Friedman     |
| 12 dicembre 2008 | Lake Louise      | Canada      | SG    | Stefan Guay                    | Tyler Nella               | Louis-Pierre Hélie |
| 15 dicembre 2008 | Panorama         | Canada      | SG    | Tyler Nella                    | Louis-Pierre Hélie        | Thomas Biesemeyer  |
| 16 dicembre 2008 | Panorama         | Canada      | SC    | Ryan Semple                    | Louis-Pierre Hélie        | Will Gregorak      |
| 16 dicembre 2008 | Panorama         | Canada      | SG    | Stefan Guay                    | Louis-Pierre Hélie        | Jeffrey Frisch     |
| 17 dicembre 2008 | Panorama         | Canada      | GS    | Jeffrey Frisch                 | Stefan Guay               | Dustin Cook        |
| 18 dicembre 2008 | Panorama         | Canada      | SG    | Jeffrey Frisch                 | Warner Nickerson          | Brad Spence        |
| 5 gennaio 2009   | Sunday River     | Stati Uniti | GS    | Leif Kristian Haugen           | Robbie Dixon              | David Chodounsky   |
| 6 gennaio 2009   | Sunday River     | Stati Uniti | GS    | Petter Brenna                  | Robbie Dixon              | Will Gregorak      |
| 7 gennaio 2009   | Sunday River     | Stati Uniti | SL    | Ryan Semple                    | Louis-Pierre Hélie        | Brad Spence        |
| 8 gennaio 2009   | Sunday River     | Stati Uniti | SL    | Paul McDonald                  | Trevor White              | Ryan Semple        |
| 2 febbraio 2009  | Nakiska          | Canada      | SL    | Truls Ove Karlsen              | David Chodounsky          | Petter Brenna      |
| 3 febbraio 2009  | Nakiska          | Canada      | SL    | Truls Ove Karlsen              | Ryan Semple               | Scott Barrett      |
| 4 febbraio 2009  | Nakiska          | Canada      | GS    | Brad Spence                    | Jake Zamansky             | Jean-Philippe Roy  |
| 5 febbraio 2009  | Nakiska          | Canada      | GS    | Jean-Philippe Roy              | Jake Zamansky             | Truls Ove Karlsen  |
| 10 febbraio 2009 | Mammoth Mountain | Stati Uniti | DH    | annullata                      | annullata                 | annullata          |
| 10 febbraio 2009 | Mammoth Mountain | Stati Uniti | SG    | Louis-Pierre Hélie             | Stefan Guay               | Tyler Nella        |
| 11 febbraio 2009 | Mammoth Mountain | Stati Uniti | DH    | annullata                      | annullata                 | annullata          |
| 11 febbraio 2009 | Mammoth Mountain | Stati Uniti | SG    | Louis-Pierre Hélie Tyler Nella |                           | Stefan Guay        |
| 13 febbraio 2009 | Mammoth Mountain | Stati Uniti | SC    | Louis-Pierre Hélie             | Jeffrey Frisch            | Mathieu Routhier   |
| 12 marzo 2009    | Lake Placid      | Stati Uniti | SG    | Robbie Dixon                   | Stefan Guay               | Jake Zamansky      |
| 13 marzo 2009    | Lake Placid      | Stati Uniti | SC    | annullata                      | annullata                 | annullata          |
| 13 marzo 2009    | Lake Placid      | Stati Uniti | SG    | annullata                      | annullata                 | annullata          |
| 14 marzo 2009    | Lake Placid      | Stati Uniti | GS    | Robbie Dixon                   | Julien Cousineau          | Jeffrey Frisch     |
| 14 marzo 2009    | Lake Placid      | Stati Uniti | SL    | Brad Spence                    | Patrick Biggs Ryan Semple |                    |

Legenda:

DH = discesa libera

SG = supergigante

GS = slalom gigante

SL = slalom speciale

SC = supercombinata

### Classifiche

#### Generale
| Pos. | Nome               | Nazione     | Punti |
| ---- | ------------------ | ----------- | ----- |
| 1    | Louis-Pierre Hélie | Canada      | 1149  |
| 2    | Jeffrey Frisch     | Canada      | 754   |
| 3    | Brad Spence        | Canada      | 732   |
| 4    | Tyler Nella        | Canada      | 644   |
| 5    | Warner Nickerson   | Stati Uniti | 628   |
| 6    | Ryan Semple        | Canada      | 618   |
| 7    | Stefan Guay        | Canada      | 550   |
| 8    | Dustin Cook        | Canada      | 416   |
| 9    | Will Gregorak      | Stati Uniti | 316   |
| 10   | Tommy Ford         | Stati Uniti | 376   |

#### Discesa libera
| Pos. | Nome                 | Nazione     | Punti |
| ---- | -------------------- | ----------- | ----- |
| 1    | Erik Fisher          | Stati Uniti | 200   |
| 2    | Bryon Friedman       | Stati Uniti | 140   |
| 2    | Louis-Pierre Hélie   | Canada      | 140   |
| 4    | Christopher Beckmann | Stati Uniti | 95    |
| 4    | Tyler Nella          | Canada      | 95    |

#### Supergigante
| Pos. | Nome                 | Nazione     | Punti |
| ---- | -------------------- | ----------- | ----- |
| 1    | Stefan Guay          | Canada      | 470   |
| 2    | Louis-Pierre Hélie   | Canada      | 440   |
| 3    | Tyler Nella          | Canada      | 364   |
| 4    | Jeffrey Frisch       | Canada      | 276   |
| 5    | Christopher Beckmann | Stati Uniti | 178   |

#### Slalom gigante
| Pos. | Nome                 | Nazione     | Punti |
| ---- | -------------------- | ----------- | ----- |
| 1    | Brad Spence          | Canada      | 345   |
| 2    | Jeffrey Frisch       | Canada      | 338   |
| 3    | Warner Nickerson     | Stati Uniti | 308   |
| 4    | Leif Kristian Haugen | Norvegia    | 277   |
| 5    | Robbie Dixon         | Canada      | 260   |

#### Slalom speciale
| Pos. | Nome          | Nazione     | Punti |
| ---- | ------------- | ----------- | ----- |
| 1    | Brad Spence   | Canada      | 387   |
| 2    | Ryan Semple   | Canada      | 362   |
| 3    | Michael Janyk | Canada      | 281   |
| 4    | Paul McDonald | Stati Uniti | 280   |
| 5    | Trevor White  | Canada      | 266   |

#### Combinata
| Pos. | Nome               | Nazione     | Punti |
| ---- | ------------------ | ----------- | ----- |
| 1    | Louis-Pierre Hélie | Canada      | 180   |
| 2    | Ryan Semple        | Canada      | 145   |
| 3    | Jeffrey Frisch     | Canada      | 80    |
| 4    | Colby Granstrom    | Stati Uniti | 69    |
| 5    | Kelby Halbert      | Canada      | 65    |

## Donne

### Risultati
| Data             | Località         | Nazione     | Spec. | Prima                | Seconda                           | Terza                |
| ---------------- | ---------------- | ----------- | ----- | -------------------- | --------------------------------- | -------------------- |
| 2 dicembre 2008  | Winter Park      | Stati Uniti | SL    | Susanne Riesch       | Sterling Grant                    | Anna Goodman         |
| 3 dicembre 2008  | Winter Park      | Stati Uniti | SL    | Anna Goodman         | Brigitte Acton                    | Kiley Staples        |
| 4 dicembre 2008  | Loveland         | Stati Uniti | SL    | Susanne Riesch       | Anna Goodman                      | Kiley Staples        |
| 5 dicembre 2008  | Loveland         | Stati Uniti | SL    | Susanne Riesch       | Nina Perner                       | Brigitte Acton       |
| 10 dicembre 2008 | Lake Louise      | Canada      | DH    | Alice McKennis       | Georgia Simmerling                | Kelly McBroom        |
| 11 dicembre 2008 | Lake Louise      | Canada      | DH    | Alice McKennis       | Georgia Simmerling                | Kelly McBroom        |
| 12 dicembre 2008 | Lake Louise      | Canada      | SG    | Alice McKennis       | Kelly McBroom                     | Georgia Simmerling   |
| 14 dicembre 2008 | Panorama         | Canada      | SC    | Julia Ford           | Katie Hartman                     | Katie Hitchcock      |
| 14 dicembre 2008 | Panorama         | Canada      | SG    | Alice McKennis       | Kelly McBroom                     | Katie Hartman        |
| 15 dicembre 2008 | Panorama         | Canada      | SG    | Victoria Whitney     | Kelly McBroom                     | Georgia Simmerling   |
| 3 gennaio 2009   | Craigleith       | Canada      | SL    | Marie-Michèle Gagnon | Ève Routhier                      | Julia Ford           |
| 4 gennaio 2009   | Craigleith       | Canada      | SL    | Marie-Michèle Gagnon | Sterling Grant                    | Ève Routhier         |
| 5 gennaio 2009   | Georgian Peaks   | Canada      | GS    | Marie-Michèle Gagnon | Émilie Desforges                  | Larisa Yurkiw        |
| 6 gennaio 2009   | Georgian Peaks   | Canada      | GS    | Laurenne Ross        | Marie-Pier Préfontaine            | Marie-Michèle Gagnon |
| 31 gennaio 2009  | Nakiska          | Canada      | GS    | Kristen Mielke       | Laurenne Ross                     | Victoria Whitney     |
| 1º febbraio 2009 | Nakiska          | Canada      | GS    | Marie-Michèle Gagnon | Shona Rubens                      | Julia Ford           |
| 2 febbraio 2009  | Nakiska          | Canada      | SL    | Shona Rubens         | Ève Routhier                      | Sterling Grant       |
| 3 febbraio 2009  | Nakiska          | Canada      | SL    | Sterling Grant       | Ève Routhier                      | Kiley Staples        |
| 5 febbraio 2009  | Mammoth Mountain | Stati Uniti | SC    | annullata            | annullata                         | annullata            |
| 6 febbraio 2009  | Mammoth Mountain | Stati Uniti | SG    | annullata            | annullata                         | annullata            |
| 10 febbraio 2009 | Mammoth Mountain | Stati Uniti | DH    | annullata            | annullata                         | annullata            |
| 10 febbraio 2009 | Mammoth Mountain | Stati Uniti | SG    | Shona Rubens         | Ann West                          | Kaylin Richardson    |
| 11 febbraio 2009 | Mammoth Mountain | Stati Uniti | DH    | annullata            | annullata                         | annullata            |
| 12 marzo 2009    | Lake Placid      | Stati Uniti | SC    | Larisa Yurkiw        | Kaylin Richardson                 | Chelsea Marshall     |
| 12 marzo 2009    | Lake Placid      | Stati Uniti | SG    | Larisa Yurkiw        | Marie-Michèle Gagnon              | Émilie Desforges     |
| 13 marzo 2009    | Lake Placid      | Stati Uniti | SG    | Larisa Yurkiw        | Émilie Desforges Chelsea Marshall |                      |
| 15 marzo 2009    | Lake Placid      | Stati Uniti | GS    | Sarah Schleper       | Marie-Michèle Gagnon              | Geneviève Simard     |
| 15 marzo 2009    | Lake Placid      | Stati Uniti | SL    | Anna Goodman         | Sterling Grant                    | Brigitte Acton       |

Legenda:

DH = discesa libera

SG = supergigante

GS = slalom gigante

SL = slalom speciale

SC = supercombinata

### Classifiche

#### Generale
| Pos. | Nome                 | Nazione     | Punti |
| ---- | -------------------- | ----------- | ----- |
| 1    | Marie-Michèle Gagnon | Canada      | 784   |
| 2    | Julia Ford           | Stati Uniti | 659   |
| 3    | Shona Rubens         | Canada      | 617   |
| 4    | Alice McKennis       | Stati Uniti | 608   |
| 5    | Sterling Grant       | Stati Uniti | 587   |
| 6    | Kiley Staples        | Stati Uniti | 508   |
| 7    | Georgia Simmerling   | Canada      | 482   |
| 8    | Kelly McBroom        | Canada      | 474   |
| 9    | Laurenne Ross        | Stati Uniti | 480   |
| 10   | Larisa Yurkiw        | Canada      | 415   |

#### Discesa libera
| Pos. | Nome               | Nazione     | Punti |
| ---- | ------------------ | ----------- | ----- |
| 1    | Alice McKennis     | Stati Uniti | 200   |
| 2    | Georgia Simmerling | Canada      | 160   |
| 3    | Kelly McBroom      | Canada      | 140   |
| 4    | Katie Hitchcock    | Stati Uniti | 95    |
| 5    | Julia Ford         | Stati Uniti | 90    |

#### Supergigante
| Pos. | Nome               | Nazione     | Punti |
| ---- | ------------------ | ----------- | ----- |
| 1    | Alice McKennis     | Stati Uniti | 316   |
| 2    | Kelly McBroom      | Canada      | 240   |
| 3    | Larisa Yurkiw      | Canada      | 200   |
| 4    | Victoria Whitney   | Canada      | 186   |
| 5    | Georgia Simmerling | Canada      | 180   |

#### Slalom gigante
| Pos. | Nome                 | Nazione     | Punti |
| ---- | -------------------- | ----------- | ----- |
| 1    | Marie-Michèle Gagnon | Canada      | 358   |
| 2    | Shona Rubens         | Canada      | 225   |
| 3    | Kristen Mielke       | Stati Uniti | 205   |
| 4    | Laurenne Ross        | Stati Uniti | 204   |
| 5    | Julia Ford           | Stati Uniti | 180   |

#### Slalom speciale
| Pos. | Nome           | Nazione     | Punti |
| ---- | -------------- | ----------- | ----- |
| 1    | Sterling Grant | Stati Uniti | 476   |
| 2    | Kiley Staples  | Stati Uniti | 344   |
| 3    | Anna Goodman   | Canada      | 340   |
| 4    | Susanne Riesch | Germania    | 326   |
| 5    | Ève Routhier   | Canada      | 316   |

#### Combinata
| Pos. | Nome               | Nazione     | Punti |
| ---- | ------------------ | ----------- | ----- |
| 1    | Julia Ford         | Stati Uniti | 116   |
| 2    | Larisa Yurkiw      | Canada      | 100   |
| 3    | Ashley-Kate Durham | Canada      | 90    |
| 4    | Katie Hartman      | Canada      | 80    |
| 4    | Kaylin Richardson  | Stati Uniti | 80    |